# 巴瑟斯特因莱特岩石
巴瑟斯特因莱特（Bathurst Inlet）是埃俄利斯沼地表上的一块岩石，位于火星盖尔撞击坑内皮斯谷和埃俄利斯山（“夏普山”）之间。
2012年9月30日，“好奇号”漫游车在从布雷德伯里着陆场前往 格莱内尔格的途中遇到了这块岩石，并以位于加拿大北部海岸的深水港口-“巴瑟斯特因莱”命名了它，它的位置坐标大约为：4°35′S 137°26′E / 4.59°S 137.44°E.

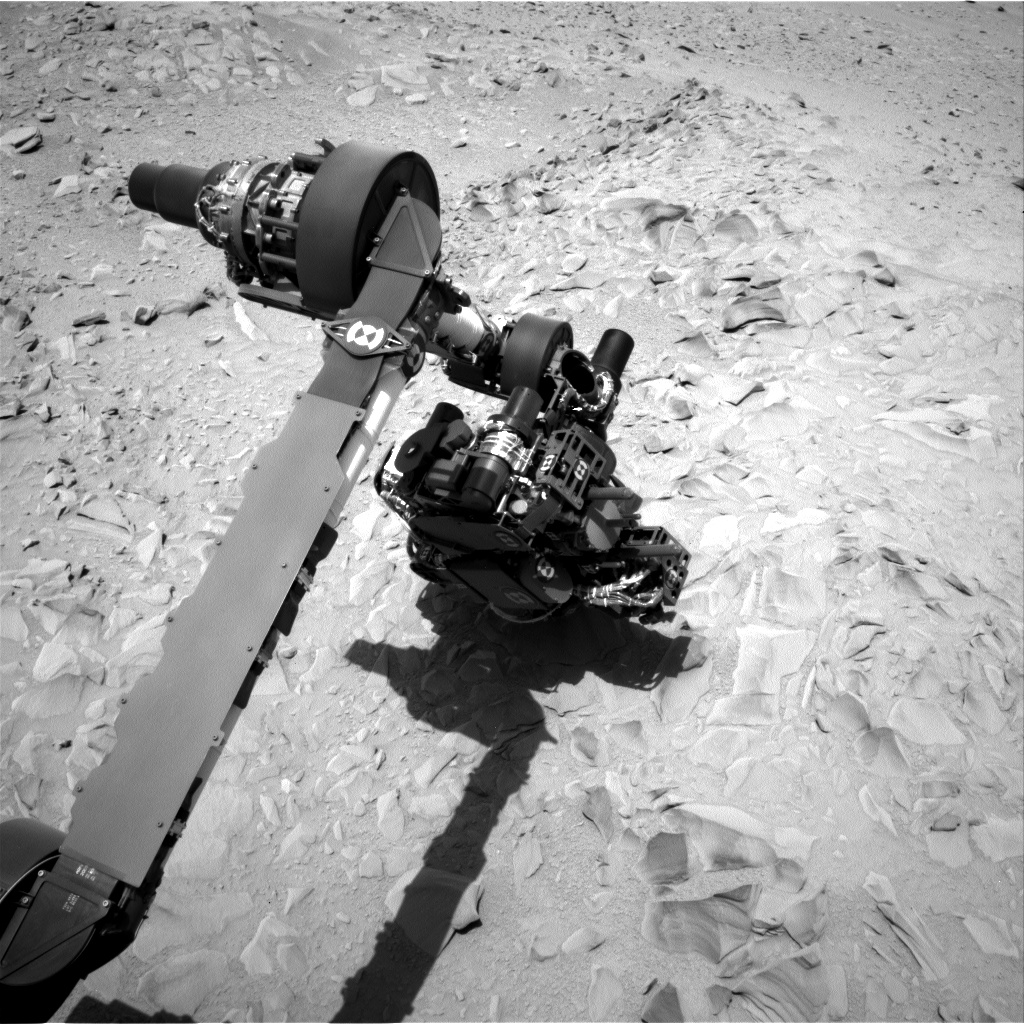
“好奇号”漫游车正在勘查火星上“巴瑟斯特因莱特”岩石。

美国宇航局火星车团队已评估该岩石是“好奇号”接触式仪器火星手部透镜成像仪和阿尔法粒子X射线光谱仪首次使用的合适目标，该岩石呈深灰色，似乎含有颗粒或晶体，如确实如此的话，其颗粒尺寸则可能比“好奇号”相机所具备的分辨率还要细：小于80微米。

## 另请查看
- 埃俄利斯区
- 火星地质
- 火星岩石列表